# Miss Universe 1962
Miss Universe 1962 var den 11. Miss Universe konkurrence. Den blev afholdt 14. juli 1962 i Miami Beach i Florida, USA. 51 kvinder deltog, og vinderen blev Miss Argentina, 24-årige Norma Nolan.

## Resultat
- Miss Universe 1962:  Argentina, Norma Nolan
- Andenplads:  Island, Anna Geirsdóttir
- Tredjeplads:  Finland, Anja Aulikki Järvinen
- Fjerdeplads:  Republikken Kina, Helen Liu Shiu Man
- Femteplads:  Brasilien, Maria Olívia Rebouças Cavalcanti
- Semifinalister:
  -  Østrig, Christa Linder
  -  Canada, Marilyn McFatridge
  -  Colombia, Olga Lucía Botero Orozco
  -  England, Kim Carlton
  -  Haiti, Evelyn Miot
  -  Israel, Yehudit Mazor Rounik
  -  Libanon, Nouhad Cabbabe
  -  New Zealand, Leslie Margaret Nichols
  -  USA, Macel Leilani Wilson

## Specielle Priser
- Venlighed:  Dominikanske Republik, Sara Olimpia Fórmeta og  Wales, Hazel Williams
- Fotogen:  England, Kim Carlton
- Bedste Nationale Kostume:  England, Kim Carlton